# Benoît de Cornulier
Pour les autres membres de la famille, voir Famille Cornulier.
Benoît de Cornulier-Lucinière (alias L. van Licorne & R. Reboudin) est un linguiste français, professeur émérite de l'Université de Nantes, spécialisé en métrique et en pragmatique.

## Biographie
Benoît de Cornulier a soutenu sa thèse d’État à l'Université de Provence Aix-Marseille I en 1979 sur les "problèmes de métrique française".
Il a ensuite enseigné au Centre Universitaire de Marseille-Luminy, à l’Université de Dakar, puis à l'Université de Nantes jusqu'à la fin de sa carrière. Ses recherches ont porté sur la phonologie (problèmes liés à la syllabation), sur la sémantique des actes de parole, et sur la rythmique régulière (métrique) en poésie littéraire et en tradition orale (comptines, chants).
En sémantique et en pragmatique, il a défendu l'idée selon laquelle les unités lexicales de la langue auraient un sens minimal, cependant que la variété des emplois de ces unités, dans des contextes variés, produirait des "effets de sens", qui seraient déterminés par un principe d'exhaustivité de l'information linguistique.
Il est l'auteur d'une importante Théorie du vers, où il estime que les mètres français (octosyllabe, alexandrin, décasyllabe, etc.) dépendent principalement de l'égalité en nombre de syllabes (avec la nécessité d'une césure au-delà de huit syllabes), et non directement du placement des accents dans le vers. Il y propose aussi une méthode d'analyse de l'alexandrin de la seconde moitié du XIXe siècle qu'il appelle métricométrie.
Un recueil d'hommages lui a été dédié en 2003, à l'occasion de ses soixante ans.

## Sélection de publications
- Meaning Detachment, Amsterdam, Benjamins, 1980.
- Théorie du vers. Rimbaud, Verlaine, Mallarmé, Paris, Éditions du Seuil, 1982.
- Effets de sens, Paris, Éditions de Minuit, 1985.
- Art Poëtique. Notions et problèmes de métrique, Lyon, Presses Universitaires de Lyon, 1995.
- De la métrique à l'interprétation. Essais sur Rimbaud, Paris, Editions Classiques Garnier, 2009.